# Ýedigen
Der Ýedigen futbol topary (russisch ФК «Едиген») war ein 2003 gegründeter und 2016 aufgelöster Fußballverein aus Aşgabat, der Hauptstadt Turkmenistans.

## Geschichte
Gegründet wurde der Verein 2003 als HTTU und wurde 2016 in Ýedigen umbenannt. In den Jahren 2005, 2006, 2009 und 2013 gewann der Verein die  Ýokary Liga und wurde turkmenischer Meister. Im August 2016 verließ der Verein die Ýokary Liga und wurde aufgelöst.

## Erfolge
- Turkmenischer Meister: 2005, 2006, 2009, 2013[4]
- Turkmenischer Pokalsieger: 2006, 2011
- Turkmenischer Pokalfinalist: 2008, 2012
- Turkmenischer Supercupsieger: 2005, 2009, 2013
- AFC-President's-Cup-Sieger: 2014